# Jijwa-dong
Jijwa-dong (koreanska: 지좌동) är en stadsdel i staden Gimcheon i provinsen Norra Gyeongsang i den centrala delen av Sydkorea, 190 km sydost om huvudstaden Seoul.